# Flower (đĩa đơn của Tomiko)
Flower là đĩa đơn đầu tiên của Van Tomiko, phát hành sau album Farewell. Đĩa đơn đạt vị trí #10 trong vòng 6 tuần & bán được tất cả 24.230 bản(trở thành đĩa đơn bán chạy nhất của Tomiko).

## Các phần trong đĩa

### CD
1. "Flower" (Maki Ogawa, Katsumi Ōnishi) - 4:14
2. "Brave" (Tomiko Van, Katsumi Ōnishi) - 4:38
3. "Flower" -Instrumental- - 4:14
4. "Brave" -Instrumental- - 4:38

### DVD
1. "Flower" PV

## Biểu diễn trên truyền hình
- 2 tháng 6 năm 2006 - Music Fighter
- 9 tháng 6 năm 2006 - Music Fighter

## Xếp hạng
Oricon Sales Chart (Nhật Bản)
| Release        | Chart                       | Peak Position | First Week Sales | Sales Total | Chart Run |
| -------------- | --------------------------- | ------------- | ---------------- | ----------- | --------- |
| 7 tháng 6 2006 | Oricon Daily Singles Chart  | #7            |                  |             |           |
| 7 tháng 7 2006 | Oricon Weekly Singles Chart | #10           | 14,342           | 18,802+     | 6 weeks   |
| 7 tháng 6 2006 | Oricon Yearly Singles Chart |               |                  |             |           |